# Loriana Lana
Loriana Lana (Roma, 15 marzo 1969) è una musicista, cantante e paroliera italiana.

## Biografia
Scrive per Mina, Ennio Morricone e Amii Stewart, Luis Bacalov, Iva Zanicchi, Orietta Berti, Tony Esposito, Mariangela Melato e molti altri.
Giovanissima approda su Rai 1, dove ha condotto la trasmissione per ragazzi Il trenino e l'anno successivo, sempre su Rai Uno, ha fatto parte del cast musicale di Direttissima con la tua antenna.
A 17 anni ha firmato i testi di una rappresentazione di Natale in piazza, dramma teatrale di Henri Ghéon, e il testo della canzone La ballata di Eva, su musica di Tony Esposito, interpretata da Pietra Montecorvino), che viene inserita nella colonna sonora dell'omonimo film di Francesco Longo.
È stata molto attiva anche nel campo delle sigle di cartoni animati e telefilm, firmando Voltus five (di cui è anche interprete con Daniele Viri), Pat, la ragazza del baseball e Corri come il vento Kiko.
L'interesse per certi scrittori e l'incontro con Paolo Conte ed alcuni intellettuali la spinsero a scrivere testi d'autore. Inizia a scrivere seguendo i consigli di Massimo Grillandi (vincitore del Premio Bancarella nel 1979), al quale sottopose raccolte di poesie e testi musicali. Ha partecipato al Premio Nazionale Michele Cima classificandosi al secondo posto.
Ha partecipato in seguito, al Festival Gondolino d'oro di Venezia, al Festival Mare e Musica di Caorle, al Premio Musica e Parole d'Autore di Genova. È stata inoltre finalista al Festival della canzone d'autore "Inedito per Maria" diretto da Eugenio Bennato.
Ha firmato anche altri musical, come Il mondo nello zainetto, con la supervisione di Enzo Garinei.
Dal 1993 in poi, ha collaborato con le Edizioni Paoline, realizzando testi e musiche per vari album (con contributi di Luis Bacalov).
Ha composto inoltre testi per Athina Cenci, Mariangela Melato, Lina Wertmüller e Amii Stewart. Ha anche collaborato con l'Associazione Culturale Fonopoli di Renato Zero, nel settore testi musicali.
Nel 1999, ha pubblicato la raccolta di poesie Le persone del cuore e, in seguito, i romanzi Passione immortale (2000), Il primo bacio della Luna (2003) Il primo bacio della Luna (2003) e L'amore addosso (scritto quando aveva 17 anni, ma pubblicato solo nel 2005).
Nel 2000, ha scritto i testi per il musical Il principe del deserto, con musiche di Luis Bacalov, rappresentato fino al 2008.
Nel 2003 ha collaborato all'album di Iva Zanicchi Fossi un tango, scrivendo fra gli altri i testi dell'omonimo singolo presentato al Festival di Sanremo 2003, brano composto insieme al cantautore Aldo Donati, e per la versione in italiano di Libertango di Astor Piazzolla (interpretato da Richard Galliano al bandoneón).
Nel 2006 ha firmato L'amore può, su musiche di Ennio Morricone per Amii Stewart. Il brano è stato tradotto in tre lingue, prodotto nell'ambito di una iniziativa a favore dell'UNICEF.
Nel 2007 ha pubblicato SMS diVersi. Raccolta di brevi poesie d'amore da inviare con il telefonino.
È stata autrice delle musiche e delle canzoni di Sono diventato etero!, commedia di Lorenzo De Feo.
Ha prodotto Diverso, brano scritto da Giorgio Faletti e Aldo Donati (interpretato da quest'ultimo), che ha vinto il Festival di Sanremo Autori.
Ha scritto il testo che Gabriel Garko avrebbe dovuto interpretare insieme a Iva Zanicchi al Festival di Sanremo 2009, durante l'esecuzione del discusso singolo Ti voglio senza amore.
Ha scritto la sceneggiatura di EsclusIVA - Canto da 50 anni, recital con Iva Zanicchi.
Ha scritto le musiche di Musica & parole. 10 in poesia!, dieci poesie di autori della letteratura italiana (da Ugo Foscolo a Giuseppe Ungaretti). I pezzi raccolti nel CD sono stati interpretati da Iva Zanicchi, Ivana Spagna, Mario Lavezzi, Piero Mazzocchetti e giovani artisti provenienti da X Factor, Amici e Italia's Got Talent. L'album vede anche la partecipazione della poetessa Alda Merini, che ha scritto degli aforismi pubblicati nel libretto del cd. Testimonial per la promozione è stato l'attore statunitense Clayton Norcross, interprete di Thorne Forrester in Beautiful.
Ha scritto ed interpretato Silvio Forever, canzone inserita nella colonna sonora del film omonimo di Roberto Faenza, scritto da Stella e Rizzo del Corriere della Sera e la canzone La pace può assieme a Pino di Pietro per supportare la candidatura di Silvio Berlusconi al Premio Nobel per la pace 2010.
Alcuni brani scritti insieme a Luis Bacalov hanno fatto da colonna sonora per la commedia Bang! ...ancora un giallo a Fumetti!?, per la regia di Lorenzo De Feo, interpretata da Giuseppe Zeno.
All'Auditorium Parco della Musica di Roma ha interpretato e suonato insieme alla band I Cartoon Heroes, le sigle dei cartoni animati giapponesi che portano la sua firma, Pat la ragazza del baseball e Voltus five.
Ha scritto canzoni e musiche de L'uomo dal fiore in bocca di Luigi Pirandello, spettacolo teatrale diretto da Guido Cerniglia con Alberto Di Stasio.
Ha scritto testi e musiche del corto Maledetto treno, finalista allo Short Film Fest di Tolfa.
Ha scritto e prodotto per Paola Gruppuso, concorrente del talent The Voice of Italy, Il mare dentro di me, su musica di Thomas Iannello.
Ha firmato tre brani dall'album L'altro me, inciso da Sergio Friscia.
Ha composto la colonna sonora del film indipendente Briciole sul mare, di e con Walter Nestola e Sergio Friscia. In concorso ai David di Donatello.
Nel 2016 ha scritto per Mina il brano Quando la smetterò, inserito nell' album Le migliori, inciso in coppia con Adriano Celentano.
Due suoi brani musicali vengono inseriti nel film W gli sposi, ultima pellicola di Paolo Villaggio.
Insieme a Davide Pistoni, firma le musiche del programma La grande storia di Rai 3 di Paolo Mieli e Fabio Toncelli. Firma insieme a Luis Bacalov Siamo diversi e con Aldo Donati Come un Elisir pubblicati nel nuovo album di Orietta Berti, La mia vita è un film.

## Discografia (parziale)

### Album in studio
- 1981 - Letterina a Gesù bambino
- 2000 - Gesù bambino in Vaticano (con Mariliana Montereale)

### Singoli
- 1983 - Voltus Five/Chicho e Coca (come Lory, con Daniele Viri)
- 1986 - Quanto durerà/Dolce vita
- 2016 - Voltus Five/Combatter (come Lory, con Daniele Viri)

## Canzoni (parziale)
In tutta la carriera, Loriana Lana ha scritto circa 500 canzoni. Qui di seguito alcuni titoli.
| Titolo                                                                        | Autori del testo                                    | Autori della musica                                                     | Interpreti ed incisioni       | Etichetta                       |   |
| ----------------------------------------------------------------------------- | --------------------------------------------------- | ----------------------------------------------------------------------- | ----------------------------- | ------------------------------- | - |
| Voltus Five                                                                   | Loriana Lana e Daniele Viri                         | Carlo Maria Cordio                                                      | Loriana Lana e Daniele Viri   | CAM                             |   |
| Chico e Coca                                                                  | Loriana Lana e Daniele Viri                         | Carlo Maria Cordio                                                      | Loriana Lana e Daniele Viri   | CAM                             |   |
| Pat, la ragazza del baseball                                                  | Loriana Lana                                        | Claudio Maioli                                                          | Le Mele Verdi                 | RCA Original Cast               |   |
| Corri come il vento Kiko                                                      | Loriana Lana                                        | Mike Fraser                                                             | Rocking Horse                 | RCA Original Cast               |   |
| La ballata di Eva                                                             | Loriana Lana                                        | Tony Esposito                                                           | Pietra Montecorvino           | CAM                             |   |
| Lulù Tango                                                                    | Loriana Lana                                        | Bruno Canfora                                                           | Mariangela Melato             | CAM                             |   |
| Nonna in minigonna Il regalo più bello sei tu                                 | Loriana Lana Loriana Lana                           | - Loriana Lana                                                          | - Coro - Multimedia San Paolo | -                               |   |
| Pulicinè Pulicinà                                                             | Loriana Lana                                        | Lina Wertmüller e Lilli Greco                                           | -                             | B.STAR                          |   |
| Italia Ita' Carràmba Amore bello L'amore può                                  | Loriana Lana Loriana Lana Loriana Lana-Amii Stewart | Luis Bacalov Jimmy Fontana e Luigi Fontana Luis Bacalov Ennio Morricone | Amii Stewart                  | San Paolo B. STAR San Paolo     |   |
| L'amore può                                                                   | Loriana Lana-Amii Stewart                           | Ennio Morricone                                                         | Amii Stewart                  |                                 |   |
| Fossi un tango                                                                | Loriana Lana                                        | Aldo Donati                                                             | Iva Zanicchi                  | Universal Records               |   |
| Musica argentina                                                              | Loriana Lana                                        | Luis Bacalov                                                            | Iva Zanicchi                  | Universal Records               |   |
| Forse era passione                                                            | Loriana Lana                                        | Aldo Donati e Sergio Marinelli                                          | Iva Zanicchi                  | Universal Records               |   |
| Libertango                                                                    | Loriana Lana                                        | Astor Piazzolla                                                         | Iva Zanicchi                  | Universal Records               |   |
| L'invincibile Shogun                                                          | Loriana Lana, Claudio Balestra e Fabiano De Biagi   | Mauro Balestra                                                          | Condors                       | Stormovie                       |   |
| L'amore può                                                                   | Loriana Lana e Amii Stewart                         | Ennio Morricone                                                         | Amii Stewart                  | -                               |   |
| Robottino                                                                     | Loriana Lana                                        | Corrado Castellari                                                      | Stefania Mantelli             | KBL                             |   |
| Gabbiani                                                                      | Loriana Lana e Ivana Spagna                         | Loriana Lana                                                            | Ivana Spagna                  | -                               |   |
| Silvio Forever dal film omonimo di Roberto Faenza, scritto da Stella e Rizzo  | Loriana Lana                                        | Loriana Lana                                                            | Loriana Lana                  | -                               |   |
| Piccola favola                                                                | Loriana Lana                                        | Loriana Lana                                                            | Matilda Sulpasso              | -                               |   |
| Teatro Millelire (sigla)                                                      | Loriana Lana                                        | Loriana Lana                                                            | Loriana Lana                  | -                               |   |
| Apri gli occhi e immagina (tratta dalla commedia "L'uomo dal fiore in bocca") | Loriana Lana                                        | Loriana Lana                                                            | Alberto Di Stasio             | -                               |   |
| Maledetto treno (tratta dalla commedia "L'uomo dal fiore in bocca")           | Loriana Lana                                        | Loriana Lana                                                            | Walter Nestola                | -                               |   |
| Vieni via con me L'amore bastardo Latido bandido                              | Loriana Lana                                        | Loriana Lana                                                            | Walter Nestola                | Walter Nestola e Paola Gruppuso | - |
| Dove capita                                                                   | Loriana Lana                                        | Loriana Lana                                                            | Sergio Friscia                | -                               |   |
| C'era                                                                         | Loriana Lana                                        | Loriana Lana                                                            | Sergio Friscia                | -                               |   |
| Come certe stelle                                                             | Loriana Lana                                        | Loriana Lana                                                            | Sergio Friscia                | -                               |   |
| Bedda sicilia mia                                                             | Loriana Lana                                        | Loriana Lana                                                            | Loriana Lana                  | -                               |   |
| La mia terra di vento e sole                                                  |                                                     | Loriana Lana                                                            |                               | -                               |   |
| Briciole sul mare                                                             | Loriana Lana                                        | Loriana Lana                                                            | Loriana Lana                  | -                               |   |
| Quando la smetterò                                                            | Loriana Lana                                        | Aldo Donati                                                             | Mina                          | Sony PDU                        |   |

Siamo diversi 
Loriana Lana Luis Bacalov Orietta Berti
Come un elisir 
Loriana Lana Aldo Donati Orietta Berti

## Libri
- Le persone del cuore, Serarcangeli, Roma, 1999, ISBN non esistente
- Passione immortale, EPJ, Roma, 2000, ISBN 88-7801-292-0
- Il primo bacio della Luna, Serarcangeli, Roma, 2003, ISBN 88-740-8020-4
- L'amore addosso, Proposte editoriali, Roma, 2005, ISBN 88-87431-41-8
- SMS diVersi - Raccolta di brevi poesie d'amore da inviare con il telefonino, Ars Gratia Artis, Roma, 2007, ISBN 978-88-903206-0-6

## Teatro
- Natale in piazza - dramma di Henri Ghéon; musiche di Loriana Lana
- One woman show - recital di Athina Cenci; musiche di Paolo Conte, Alessandro Benvenuti e Loriana Lana
- Mosé, il principe del deserto - musical di Loriana Lana, Luca Nicolaj, Daniela Remiddi; musiche e canzoni di Luis Bacalov e Loriana Lana
- La canzone d'autore nel mondo - recital di Amii Stewart; musiche di Nicola Piovani, Luis Bacalov, Ennio Morricone e Armando Trovajoli; testi di Vincenzo Cerami, Emanuele Giovannini, Loriana Lana e Marta Travia
- Good morning Betlemme - musical di Loriana Lana e Mariliana Montereale
- Fantasia a fiocchi - musical di Daniela Remiddi; musiche di Loriana Lana
- Carnevalissimo. Accadde per magia - musical di Loriana Lana e Mariliana Montereale
- Le note di aria - musical di Daniela Remiddi; musiche e canzoni di Loriana Lana
- Sono diventato etero! - commedia di Lorenzo De Feo; musiche e canzoni di Loriana Lana
- BANG!...Ancora un giallo a fumetti?!? commedia di Lorenzo De Feo; musiche di Luis Bacalov/Loriana Lana
- L'uomo dal fiore in bocca di Luigi Pirandello, regia di Guido Cerniglia, con Alberto Di Stasio, musiche e canzoni di Loriana Lana

## Riconoscimenti
Festival della Canzone d'Autore per Ragazzi
- 1995 - Per la canzone Nonna in minigonna (assieme a Lina Wertmüller e Lilli Greco)[1][22]
- 1996 - Per la canzone Pulicinè Pulicinà (assieme a Lina Wertmüller e Lilli Greco).[1][22]

Festival di Saint-Vincent
- 2012 - Con il brano Piccola Favola, cantato da Matilda Sulpasso

Premio Internazionale Elsa Morante per il Teatro Ragazzi
- Per la commedia musicale Carnevalissimo. Accadde per magia.[17]

Premio Troisi
- Premio alla carriera per la sua opera di compositrice ed autrice.